# Druga liga Srbije i Crne Gore 2003-2004
La Druga liga Srbije i Crne Gore 2003-2004, conosciuta anche come Druga liga 2003-2004, è stata la dodicesima ed ultima edizione della seconda divisione del campionato di calcio della Repubblica Federale di Jugoslavia/Serbia e Montenegro, la 58ª come Druga liga jugoslava.
Nel periodo 2002-2004 vi è stata una riduzione degli organici per migliorare la qualità dei campionati. Vi sono state molte fusioni o rilevamenti di titolo sportivo facilitati dai nuovi ricchi proprietari di piccole realtà sportive che volevano saltare le tappe per la scalata alla massima divisione, questo ha portato al ridimensionamento delle "piazze" storiche di Zrenjanin, Subotica, Užice, Novi Pazar e Kragujevac.
Dalla stagione successiva il torneo si scinderà nella Prva Liga Srbija (la seconda divisione per le squadre della Serbia) e Prva crnogorska fudbalska liga (la seconda divisione delle squadre del Montenegro).

## Formula
Vi sono quattro gironi: tre serbi ed uno montenegrino da 10 squadre ciascuno. Vengono disputate due volte l'andata e due volte il ritorno, per un totale di 36 giornate.
Vengono promosse le vincitrici dei 4 gironi. Questa è l'ultima edizione della Druga liga: dalla stagione successiva le squadre serbe e montenegrine faranno due tornei separati (ambedue denominati Prva liga), anticipando di due anni la scissione fra Serbia e Montenegro.

## Girone Nord

### Profili
| Squadra            | Città                  | Stadio              | Stagione 2002-03 | Stagione 2002-03      |
| Squadra            | Città                  | Stadio              | Pos.             | Divisione             |
| ------------------ | ---------------------- | ------------------- | ---------------- | --------------------- |
| Mladost Apatin     | Apatin                 | SC Rade Svilar      | 2º               | Druga liga Nord       |
| Radnički Belgrado  | Novi Beograd, Belgrado | SC Radnički         | 3º               | Druga liga Nord       |
| Novi Sad           | Novi Sad               | Stadion Detelinara  | 4º               | Druga liga Nord       |
| Veternik           | Novi Sad               | Stadion FK Veternik | 5º               | Druga liga Nord       |
| E.L.A.N.           | Srbobran               | Stadion FK Srbobran | 6º               | Druga liga Nord       |
| Mladost Lukićevo   | Lukićevo, Zrenjanin    | Stadion FK Mladost  | 7º               | Druga liga Nord       |
| Vrbas              | Vrbas                  | Stadion kraj Šlajza | 8º               | Druga liga Nord       |
| Bečej              | Bečej                  | Gradski stadion     | 9º               | Druga liga Nord       |
| Proleter Zrenjanin | Zrenjanin              | Karađorđev Park     | 1º               | Srpska liga Vojvodina |
| Bežanija           | Novi Beograd, Belgrado | Stadion Bežanije    | 1º               | Srpska liga Beograd   |

### Classifica
|  | Pos. | Squadra            | Pt | G  | V  | N  | P  | GF | GS | DR  |
|  | ---- | ------------------ | -- | -- | -- | -- | -- | -- | -- | --- |
|  | 1.   | Radnički Belgrado  | 86 | 36 | 27 | 5  | 4  | 77 | 25 | +52 |
|  | 2.   | Mladost Apatin     | 73 | 36 | 21 | 10 | 5  | 79 | 32 | +47 |
|  | 3.   | Novi Sad           | 71 | 36 | 21 | 8  | 7  | 63 | 35 | +28 |
|  | 4.   | Bežanija           | 68 | 36 | 21 | 5  | 10 | 72 | 49 | +23 |
|  | 5.   | Proleter Zrenjanin | 62 | 36 | 19 | 5  | 12 | 58 | 38 | +20 |
|  | 6.   | Mladost Lukićevo   | 56 | 36 | 16 | 8  | 12 | 57 | 41 | +16 |
|  | 7.   | ELAN Srbobran      | 31 | 36 | 9  | 4  | 23 | 33 | 83 | −50 |
|  | 8.   | Veternik           | 29 | 36 | 8  | 5  | 23 | 44 | 71 | −27 |
|  | 9.   | Vrbas              | 19 | 36 | 4  | 7  | 25 | 23 | 69 | −46 |
|  | 10.  | Bečej              | 15 | 36 | 4  | 3  | 29 | 33 | 96 | −63 |

Legenda:

      Promossa in Prva liga Srbije i Crne Gore 2004-2005.

  Partecipa agli spareggi promozione/retrocessione.

      Retrocessa in Srpska Liga 2004-2005.

      Esclusa dal campionato.
Note:

Tre punti a vittoria, uno a pareggio, zero a sconfitta.
In caso di arrivo di due o più squadre a pari punti per le posizioni di promozione o retrocessione, la graduatoria viene stilata secondo gli scontri diretti tra le squadre interessate.

## Girone Ovest

### Profili
| Squadra           | Città                  | Stadio                  | Stagione 2002-03 | Stagione 2002-03   |
| Squadra           | Città                  | Stadio                  | Pos.             | Divisione          |
| ----------------- | ---------------------- | ----------------------- | ---------------- | ------------------ |
| Rad Belgrado      | Savski Venac, Belgrado | Stadio Kralj Petar I    | 13º              | Prva liga          |
| Čukarički Stankom | Čukarica, Belgrado     | Stadio Čukarički        | 14º              | Prva liga          |
| Javor Ivanjica    | Ivanjica               | Gradski stadion         | 15º              | Prva liga          |
| Bane              | Raška                  | Stadion FK Bane         | 2º               | Druga liga Ovest   |
| Šumadija 1903     | Kragujevac             | Stadion Bubanj          | 3º               | Druga liga Ovest   |
| Loznica           | Loznica                | Gradski stadion Lagator | 4º               | Druga liga Ovest   |
| Mačva Šabac       | Šabac                  | Fudbalski Stadion Mačva | 5º               | Druga liga Ovest   |
| Metalac           | Gornji Milanovac       | Stadion Despotovice     | 6º               | Druga liga Ovest   |
| Jedinstvo Ub      | Ub                     | Stadion Dragan Džajić   | 1º               | Srpska liga Dunav  |
| Novi Pazar        | Novi Pazar             | Gradski stadion         | 1º               | Srpska liga Morava |

### Classifica
|  | Pos. | Squadra           | Pt | G  | V  | N  | P  | GF | GS | DR  |
|  | ---- | ----------------- | -- | -- | -- | -- | -- | -- | -- | --- |
|  | 1.   | Čukarički Stankom | 82 | 36 | 25 | 7  | 4  | 67 | 22 | +45 |
|  | 2.   | Rad Belgrado      | 75 | 36 | 22 | 9  | 5  | 62 | 28 | +34 |
|  | 3.   | Jedinstvo Ub      | 59 | 36 | 16 | 11 | 9  | 51 | 35 | +16 |
|  | 4.   | Javor Ivanjica    | 56 | 36 | 17 | 5  | 14 | 55 | 39 | +16 |
|  | 5.   | Novi Pazar        | 56 | 36 | 15 | 11 | 10 | 49 | 43 | +6  |
|  | 6.   | Mačva Šabac       | 53 | 36 | 14 | 11 | 11 | 47 | 41 | +6  |
|  | 7.   | Šumadija 1903     | 51 | 36 | 14 | 9  | 13 | 43 | 42 | +1  |
|  | 8.   | Metalac           | 45 | 36 | 13 | 6  | 17 | 42 | 42 | 0   |
|  | 9.   | Bane              | 17 | 36 | 4  | 5  | 27 | 27 | 71 | −44 |
|  | 10.  | Loznica           | 7  | 36 | 1  | 4  | 31 | 13 | 93 | −80 |

Legenda:

      Promossa in Prva liga Srbije i Crne Gore 2004-2005.

  Partecipa agli spareggi promozione/retrocessione.

      Retrocessa in Srpska Liga 2004-2005.

      Esclusa dal campionato.
Note:

Tre punti a vittoria, uno a pareggio, zero a sconfitta.
In caso di arrivo di due o più squadre a pari punti per le posizioni di promozione o retrocessione, la graduatoria viene stilata secondo gli scontri diretti tra le squadre interessate.

## Girone Est

### Profili
| Squadra         | Città              | Stadio                  | Stagione 2002-03 | Stagione 2002-03  |
| Squadra         | Città              | Stadio                  | Pos.             | Divisione         |
| --------------- | ------------------ | ----------------------- | ---------------- | ----------------- |
| Radnički Niš    | Niš                | Stadion Čair            | 18º              | Prva liga         |
| Mladi Radnik    | Požarevac          | Stadion Vašarište       | 2º               | Druga liga Est    |
| Timok           | Zaječar            | Stadion Kraljevica      | 3º               | Druga liga Est    |
| Srem            | Sremska Mitrovica  | Stadion Promenada       | 4º               | Druga liga Est    |
| OFK Niš         | Niš                | Stadion OFK Niš         | 5º               | Druga liga Est    |
| FK Belgrado     | Palilula, Belgrado | Stadion FK Beograd      | 6º               | Druga liga Est    |
| Hajduk Belgrado | Zvezdara, Belgrado | Stadion Hajduk na Lionu | 7º               | Druga liga Est    |
| Radnički Pirot  | Pirot              | Stadion Dragan Nikolic  | 8º               | Druga liga Est    |
| Morava Ćuprija  | Ćuprija            | Stadion Morava          | 1º               | Srpska liga Timok |
| Vlasina         | Vlasotince         | Stadion Rosulja         | 1º               | Srpska liga Niš   |

### Classifica
|  | Pos. | Squadra         | Pt | G  | V  | N | P  | GF | GS | DR  |
|  | ---- | --------------- | -- | -- | -- | - | -- | -- | -- | --- |
|  | 1.   | Hajduk Belgrado | 66 | 36 | 20 | 6 | 10 | 59 | 49 | +10 |
|  | 2.   | OFK Niš         | 62 | 36 | 18 | 8 | 10 | 51 | 37 | +14 |
|  | 3.   | Radnički Niš    | 58 | 36 | 17 | 7 | 12 | 62 | 45 | +17 |
|  | 4.   | Srem            | 57 | 36 | 17 | 6 | 13 | 59 | 45 | +14 |
|  | 5.   | Vlasina         | 57 | 36 | 18 | 3 | 15 | 42 | 46 | −4  |
|  | 6.   | Mladi Radnik    | 55 | 36 | 16 | 7 | 13 | 48 | 36 | +12 |
|  | 7.   | FK Belgrado     | 54 | 36 | 16 | 6 | 14 | 62 | 50 | +12 |
|  | 8.   | Radnički Pirot  | 54 | 36 | 16 | 6 | 14 | 54 | 45 | +9  |
|  | 9.   | Timok           | 45 | 36 | 13 | 6 | 17 | 43 | 52 | −9  |
|  | 10.  | Morava Ćuprija  | 4  | 36 | 1  | 1 | 34 | 23 | 98 | −75 |

Legenda:

      Promossa in Prva liga Srbije i Crne Gore 2004-2005.

  Partecipa agli spareggi promozione/retrocessione.

      Retrocessa in Srpska Liga 2004-2005.

      Esclusa dal campionato.
Note:

Tre punti a vittoria, uno a pareggio, zero a sconfitta.
In caso di arrivo di due o più squadre a pari punti per le posizioni di promozione o retrocessione, la graduatoria viene stilata secondo gli scontri diretti tra le squadre interessate.

## Girone Sud

### Profili
| Squadra                | Città               | Stadio                   | Stagione 2002-03 | Stagione 2002-03 |
| Squadra                | Città               | Stadio                   | Pos.             | Divisione        |
| ---------------------- | ------------------- | ------------------------ | ---------------- | ---------------- |
| Mogren                 | Budua               | Stadion Lugovi           | 16º              | Prva liga        |
| Rudar Pljevlja         | Pljevlja            | Gradski stadion          | 17º              | Prva liga        |
| Bokelj                 | Cattaro             | Stadion pod Vrmcem       | 2º               | Druga liga Sud   |
| Budućnost              | Podgorica           | Stadio pod Goricom       | 3º               | Druga liga Sud   |
| Mladost Podgorica      | Podgorica           | Stadion Cvijetin Brijeg  | 4º               | Druga liga Sud   |
| Mornar                 | Antivari            | Stadion Topolica         | 5º               | Druga liga Sud   |
| Petrovac               | Castellastua        | Stadion pod Malim brdom  | 6º               | Druga liga Sud   |
| Čelik Nikšić           | Nikšić              | Stadion Željezare        | 7º               | Druga liga Sud   |
| Jedinstvo Bijelo Polje | Bijelo Polje        | Gradski stadion Nikoljac | 8º               | Druga liga Sud   |
| Grbalj                 | Radanovići, Cattaro | Stadion u Radanovićima   | 1º               | Crnogorska liga  |

### Classifica
|  | Pos. | Squadra                | Pt | G  | V  | N  | P  | GF | GS | DR  |
|  | ---- | ---------------------- | -- | -- | -- | -- | -- | -- | -- | --- |
|  | 1.   | Budućnost              | 91 | 36 | 29 | 4  | 3  | 97 | 29 | +68 |
|  | 2.   | Bokelj                 | 54 | 36 | 14 | 12 | 10 | 37 | 36 | +1  |
|  | 3.   | Grbalj                 | 53 | 36 | 16 | 5  | 15 | 34 | 38 | −2  |
|  | 4.   | Jedinstvo Bijelo Polje | 50 | 36 | 13 | 11 | 12 | 50 | 49 | +1  |
|  | 5.   | Petrovac               | 49 | 36 | 12 | 13 | 11 | 42 | 34 | +8  |
|  | 6.   | Mladost Podgorica      | 43 | 36 | 11 | 10 | 15 | 46 | 57 | −11 |
|  | 7.   | Rudar Pljevlja         | 43 | 36 | 11 | 10 | 15 | 45 | 48 | −3  |
|  | 8.   | Mogren                 | 42 | 36 | 9  | 15 | 12 | 38 | 43 | −5  |
|  | 9.   | Mornar                 | 32 | 36 | 6  | 14 | 16 | 30 | 55 | −15 |
|  | 10.  | Čelik Nikšić (−3)      | 28 | 36 | 7  | 10 | 19 | 31 | 61 | −30 |

Legenda:

      Promossa in Prva liga Srbije i Crne Gore 2004-2005.

  Partecipa agli spareggi promozione/retrocessione.

      Retrocessa in Crnogorska liga 2004-2005.

      Esclusa dal campionato.
Note:

Tre punti a vittoria, uno a pareggio, zero a sconfitta.
In caso di arrivo di due o più squadre a pari punti per le posizioni di promozione o retrocessione, la graduatoria viene stilata secondo gli scontri diretti tra le squadre interessate.

## Spareggi

### Serbia
Vi partecipano le migliori squadre non retrocesse direttamente: Mladost Lukićevo (Nord), Mačva Šabac (Ovest) e Mladi Radnik (Est). La vincente del triangolare passa in Prva Liga Srbija 2004-2005, le altre due retrocedono in Srpska Liga 2004-2005.
|                  | P.ti | G | V | N | P | GF | GS | DR |
| ---------------- | ---- | - | - | - | - | -- | -- | -- |
| Mačva Šabac      | 7    | 4 | 2 | 1 | 1 | 5  | 3  | +2 |
| Mladost Lukićevo | 5    | 4 | 1 | 2 | 1 | 4  | 4  | 0  |
| Mladi Radnik     | 4    | 4 | 1 | 1 | 2 | 4  | 6  | −2 |

|                  | M.S | M.L | M.R |
| ---------------- | --- | --- | --- |
| Mačva Šabac      |     | 0-0 | 2-0 |
| Mladost Lukićevo | 1-2 |     | 0-0 |
| Mladi Radnik     | 2-1 | 2-3 |     |

Legenda:

      Passa in Prva Liga Srbija 2004-2005

      Retrocessa in Srpska Liga 2004-2005

Note:

Tre punti a vittoria, uno a pareggio, zero a sconfitta.

### Montenegro
Vi partecipano il Mornar (penultimo in Druga liga Sud) ed il Lovćen (2º in Crnogorska liga).
| Squadra 1 | Totale | Squadra 2 | Andata     | Ritorno    |
| --------- | ------ | --------- | ---------- | ---------- |
|           |        |           | 09.06.2004 | 13.06.2004 |
| Mornar    | 2−1    | Lovćen    | 2−0        | 0−1        |

- Mornar passa in Prva crnogorska fudbalska liga 2004-2005
- Lovćen passa in Druga crnogorska fudbalska liga 2004-2005